# ناحیه شلغوم العید
ناحیه شلغوم العید (به عربی: دائرة شلغوم العید) یک ناحیه در الجزایر است که در استان میله واقع شده‌است.

## خصوصیات
ناحیه شلغوم العید ۶۵۴٫۰۵ کیلومترمربع مساحت و ۱۳۷٬۴۴۸ نفر جمعیت دارد.